# Communauté d'universités et établissements Centre-Val de Loire
 (novembre 2020).
Centre-Val de Loire est une communauté d'universités et établissements ayant pour objectif d’affirmer et de promouvoir l’université d'Orléans et l’université de Tours, tant au niveau local qu'à l’international ; plate-forme de concertation, il initie et met en œuvre des projets mutualisés.
L'établissement a été dissous en décembre 2019.

## Historique et missions
Le pôle universitaire Centre-Val de Loire (PUCVL) est une association créée en 2004. Il réunissait les universités d’Orléans et de Tours en région Centre.
Le pôle de recherche et d'enseignement supérieur Centre-Val de Loire est créé officiellement le 8 juillet 2010, avec le statut d’établissement public de coopération scientifique. Il doit permettre de renforcer les complémentarités et les synergies en matière de recherche et d’enseignement entre les deux établissements. Ses missions sont l’attractivité et l’optimisation de l’offre de formation ; la coordination des orientations d’une politique scientifique partagée ; la mise en œuvre d’une politique de formation continue ; la délivrance du doctorat par les universités sous un label unique au nom de Université Centre-Val de Loire  ; la signature de la production scientifique sous une appellation unique du nom de «  Centre-Val de Loire Université », en première mention, conjointe avec celle des établissements ; une harmonisation des pratiques de pilotage ; la mutualisation de la politique documentaire et la vie étudiante.
Les établissements membres ont ainsi mis en commun leurs activités, dispositifs et moyens destinés à la recherche au sein de la Cellule Mutualisée de Valorisation. Elle est l’interface privilégiée entre la recherche publique et les entreprises. Elle favorise les partenariats public-privé en permettant aux entreprises d'accéder à des technologies validées et de bénéficier d'un accompagnement personnalisé d'experts techniques et scientifiques.
La Cellule Mutualisée de Valorisation est spécialisée dans 4 domaines de recherche d'excellence, source d'innovation et de richesse économique et sociétale :
1/ Énergie - Matériaux - Sciences de la Terre et de l’Univers
2/ Mathématiques - Informatique - Physique théorique - Ingénierie des systèmes
3/ Santé - Sciences Biologiques - Chimie du Vivant
4/ Sciences de l’Homme et de la Société
Le siège de l’établissement est à Tours sur le Campus du Plat d’Étain.
Avec la loi relative à l'enseignement supérieur et à la recherche de 2013, le pôle de recherche et d'enseignement supérieur devient une communauté d'universités et établissements, les établissements de la région Centre rejoignent ceux des régions Poitou-Charentes et Limousin pour créer l’université confédérale Léonard de Vinci.
Or en même temps, les régions Poitou-Charente et Limousin fusionnent le 1er janvier 2016 avec l'Aquitaine pour former la Nouvelle-Aquitaine en application de la loi relative à la délimitation des régions, aux élections régionales et départementales et modifiant le calendrier électoral.
Ainsi les universités de Tours, Orléans et l'INSA Centre Val de Loire quittent l’université confédérale Léonard de Vinci et (re)forment la communauté d’universités et établissements Centre-Val de Loire dont le siège est situé à Orléans.

## Membres
Les membres fondateurs sont
- Université de Tours ;
- Université d'Orléans ;
- Institut national des sciences appliquées Centre Val de Loire ;
- Centre hospitalier régional universitaire de Tours ;
- Bureau de recherches géologiques et minières.

## Sources
1. ↑  « Décret n° 2019-1598 du 31 décembre 2019 portant dissolution de l'établissement public à caractère scientifique, culturel et professionnel Communauté d'universités et établissements Centre Val de Loire - Légifrance », sur www.legifrance.gouv.fr (consulté le 5 novembre 2020)
2. ↑  Décret du 8 juillet 2010 portant création de l'établissement public de coopération scientifique « Centre - Val de Loire Université »
3. ↑  Centre - Poitou-Charentes - Limousin : une Comue, trois régions
4. ↑  Décret no 2017-1307 du 25 août 2017 modifiant le décret n° 2015-857 du 13 juillet 2015 portant approbation des statuts de la communauté d'universités et établissements « Université confédérale Léonard de Vinci »
5. 1 2  Décret no 2017-1493 du 25 octobre 2017 portant création de la communauté d'universités et établissements « Centre-Val de Loire » et approbation de ses statuts